# Вукадинович, Вукадин
Вукадин Вукадинович (серб. Вукадин Вукадиновић; 1915, Маште — 15 февраля 1943, Лешница) — югославский студент, партизан времён Народно-освободительной войны Югославии, Народный герой Югославии.

## Биография
Родился в 1915 году в селе Маште. Окончил начальную школу в Полице, учился в гимназии в Беране. В юном возрасте вступил в местное отделение Союза коммунистической молодёжи Югославии. В начале сентября 1935 года Вукадин занял должность секретаря новосозданного Центрального руководительского актива, организовав в том же месяце акцию протеста среди школьников Югославии. Был исключён из школы, но вместе с тем получил похвалу от Коммунистической партии Югославии и был принят в её состав.
В октябре 1936 года Вукадинович был арестован и приговорён к 20 месяцам тюремного заключения в колонии строгого режима. В селе Заград после освобождения 17 июня 1940 года его снова арестовали и отправили на каторгу в Сремску-Митровицу на 13 месяцев. Уже после начала войны в ночь с 21 на 22 августа 1941 года группа заключённых, в числе которых был и Вукадин, совершила побег. Помощь им оказали 302 вооружённых члена КПЮ. Некоторое время Вукадин провёл в рядах партизан Срема, а затем перебрался в Мачву и Ужице, где стал политруком Посавского отряда.
В 1942 году Вукадинович перебрался в Черногорию, участвовал там в партизанском движении. В стычке близ села Лешницы против объединённых сил итальянцев, четников и мусульман он был загнан в окружение, однако не пожелал сдаваться в плен и застрелился. Это случилось 15 февраля 1943 года.
Указом Президиума Народной Скупщины Федеративной Народной Республики Югославии от 20 декабря 1951 года ему было присвоено звание Народного героя Югославии.